# نيد الحماط (وشحة)

تعديل مصدري - تعديل

نيد الحماط هي إحدى قرى عزلة ضاعن بمديرية وشحة التابعة لمحافظة حجة، بلغ تعداد سكانها 62 نسمة حسب تعداد اليمن لعام 2004.